# Georg Christoph Wilder

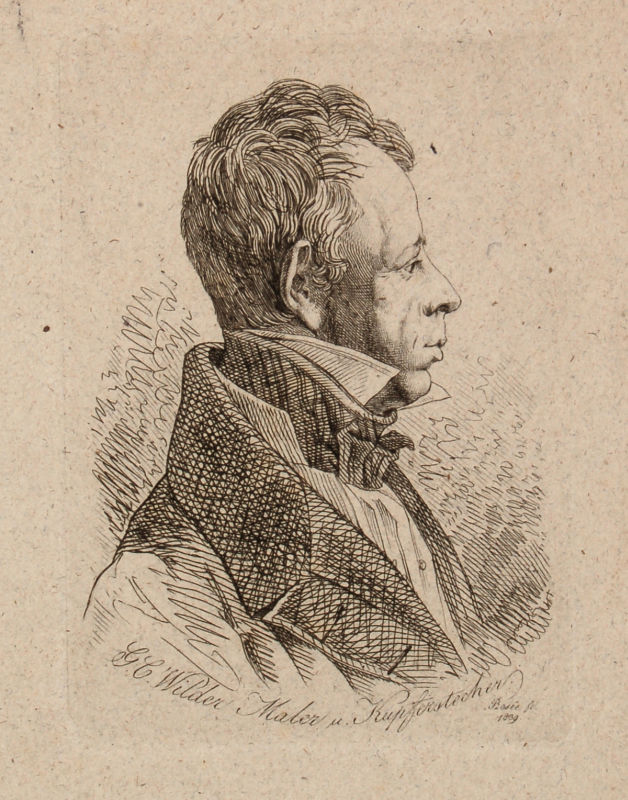
Georg Christoph Wilder

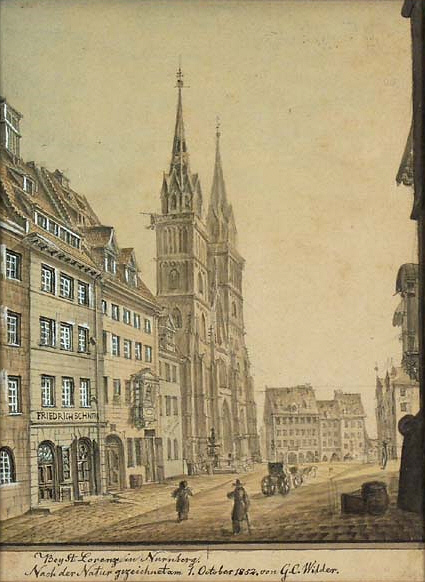
Die Kirche St. Lorenz in Nürnberg; Georg Christoph Wilder, 1852

Georg Christoph Wilder (auch: Georg Christian Wilder) (* 9. März 1797 in Nürnberg; † 13. Mai 1855 ebenda) war ein deutscher Architekturzeichner und Kupferstecher. Er war der jüngere Bruder des Ordensrats Johann Christoph Jakob Wilder, ein für seine Motive aus der Umgebung Nürnbergs bekannter Landschaftszeichner und Radierer.

## Leben und Werk
Georg Christoph Wilder besuchte die Zwinger’sche Zeichnenschule und ging anschließend bei dem Nürnberger Kupferstecher Ambrosius Gabler (1762–1834) in die Lehre.
Ab 1819 lebte Wilder in Wien, wo er bis 1832 blieb. Dort zeichnete er historische Bauwerke und war mit seinen Radierungen beteiligt an der Illustration von Josef von Hormayrs im Jahr 1824 erschienenen „Geschichte der Stadt Wien“ sowie an einem von Julius Max Schottky (1794–1849) herausgegebenen Werk, das als Supplement zu Eduard Fürst Lichnowskys „Denkmale der altdeutschen Baukunst“ erschien. Sein Hauptwerk sind aber die detailgetreuen Aufnahmen des Stephansdoms, von denen er dreiundvierzig für Franz Tschischkas (1786–1855) großes Domwerk radierte. Außerdem lieferte er eine größere Anzahl von Illustrationen für eine Prachtausgabe über das Schloss Laxenburg.
Später besuchte Wilder Mittel- und Norddeutschland, besonders die Donaugegend, Sachsen, Thüringen und Hannover. Danach ließ er sich in seiner Vaterstadt nieder. In seinen Darstellungen richtete er besonderes Augenmerk auf Gebäude, die nahe daran waren umgebaut oder abgerissen zu werden. Seine Blätter hatten deshalb häufig auch kultur- und kunstgeschichtliche Bedeutung.
Außer Aufnahmen von Bauwerken schuf Wilder auch Gemälde sowie kunsthandwerkliche Entwürfe für Bildwerke, Brunnen und Goldschmiedearbeiten. Naturstudien gehörten ebenfalls zu seinem künstlerischen Repertoire.